# 野良時計
野良時計（のらどけい）は、高知県安芸市にある時計台である。明治時代に作製され、その地の地主宅に据えられた。安芸平野のほぼ中央に位置し田園風景にたたずむ姿は安芸市の観光名所の一つとなっている。国の登録有形文化財。

## 沿革
土居村（現在の安芸市土居）の大地主であった畠中源馬は時計に興味を持った。明治20年（1887年）ごろアメリカ製の八角掛時計を取り寄せて分解・組み立てを繰り返し、やがて自作の時計を作ることを思い立った。独学で全てのパーツを一人で作製したといわれる。当時はほとんどの人が時計を持っておらず、周囲の田園で農作業に従事する人々が時間を知るのに役立っていたと言われる。
時計は北側正面と東側・西側の3面にあり作製当初は3面同時に動いていたと言われている。その後は正面のみが動いていた。
平成8年（1996年）国の登録有形文化財となった。登録名は、畠中家住宅。
作製後120年あまり動いていたが、源馬の孫にあたる畠中秀雄が平成16年（2004年）に死去すると管理する者がいなくなったため止まった。翌年の平成17年（2005年）6月10日（時の記念日）に遺族が協力して再稼働を果たした。
櫓の内部は一般公開されていない。

## アクセス

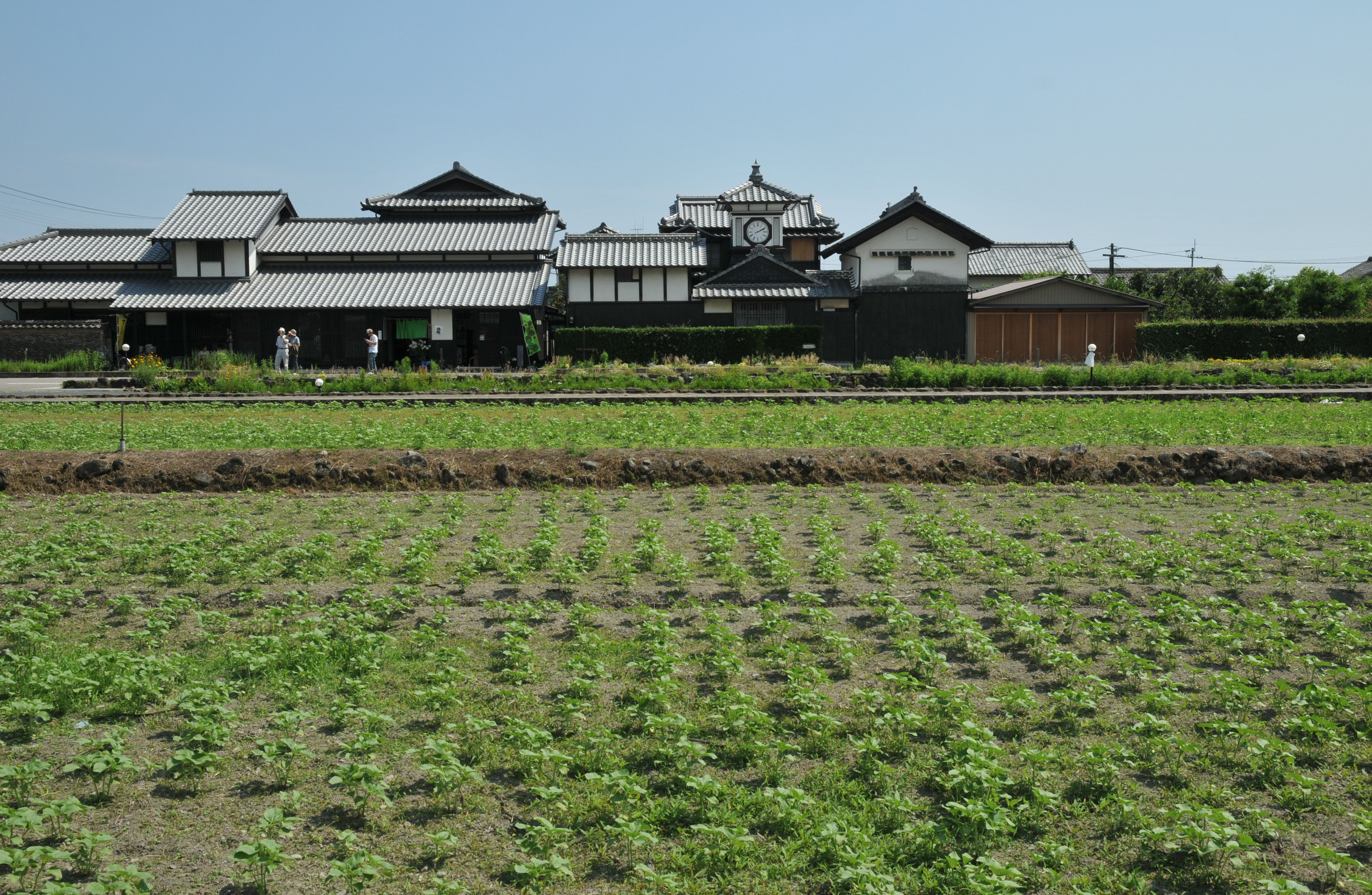
野良時計と田園風景

- 土佐くろしお鉄道ごめん・なはり線 安芸駅下車。市内循環バス畑山行で15分、野良時計前バス停で下車。